# Bardócz Lajos (természettudományi író)
Bardócz Lajos (Kézdiszászfalu, 1832. augusztus 9. – Kézdiszászfalu, 1898. október 27.) jogtudor, természettudományi író.

## Életútja
Középiskoláit Kolozsvárott végezte 1853-ban. A pesti egyetemen 1858-ban a jogi tanfolyamot is befejezvén, letette az államvizsgálatokat és 1859-ben jogtudorrá avattatott, 1861-ben pedig ügyvédi oklevelet nyert és azon év február 1-től 1863. február 23-ig Samarjay Károly ügyvédi irodájában működött Pozsonyban. Ekkor a kassai jogakadémiához a történelem és statisztika tanszékére neveztetett ki. Váratlanul bekövetkezett betegsége 1865-ben végképp elszakította őt a tanári pályától és szülőföldére költözvén, ott folytonos betegeskedéssel küzdve a mezei gazdaságnak és a természettudományoknak élt.
Természetrajzi és ismeretterjesztő munkálatai a következő lapokban és folyóiratokban jelentek meg: Vasárnapi Ujság (1861-1872.), Magyar Ember Könyvtára (1863. II-IV. k.), Képes Ujság (1864-65.), Falusi Gazda (1864.), Ország Tükre (1864.), Hazánk és a Külföld (1865. 1871.) és a Magyar Néplapban. Kisebb közleményei B. L. betűk alatt jelentek meg.

## Munkái
- A felfedezések és találmányok története. A m. tud. Akadémia által (500 frttal) koszorúzott pályamű. Pest, 1865. (Tudományok Csarnoka. V. kötet.)
- A mechanika alapvonalai. A m. tud. Akadémia által koszorúzott pályamű. Bpest, 1874.